# Clemensia panthera
Clemensia panthera är en fjärilsart som beskrevs av William Schaus 1896. Clemensia panthera ingår i släktet Clemensia och familjen björnspinnare. Inga underarter finns listade i Catalogue of Life.